# Cartas de un seductor
Cartas de un seductor (título original portugués: Cartas de um Sedutor) es una novela de la escritora brasileña Hilda Hilst. Fue publicada en 1991 y, junto a La obscena señora D (1982), El cuaderno rosa de Lori Lamby (1990) y Cuentos de escarnio - Textos grotescos (1990), forma parte de una tetralogía que la crítica ha bautizado como el ciclo obsceno de la narrativa de Hilst.

## Argumento
Cartas de un seductor está protagonizada por dos personajes principales: Stamatius, un escritor mendigo, y Karl, un aristócrata. En la obra se describe la vida de Karl, un escritor de éxito empeñado en encontrar una respuesta a su incomprensión de la vida a través del sexo. La novela está configurada por un conjunto de escritos eróticos en forma de cartas que Karl envía a su hermana Cordelia. En estas cartas, Karl expone sus deseos sexuales e imagina los de su hermana con el objetivo de intentar reavivar su relación amorosa y que ella confirme su relación incestuosa con el padre de ambos. Las cartas se van siguiendo sin mostrar nunca las contestaciones de Cordelia, pero el desarrollo de la historia a través de lo que él escribe va dejando esgrimir sus respuestas. Karl le recrimina a su hermana que haya decidido alejarse y que se niegue a sostener lo que vivieron en sus encuentros de juventud. Finalmente la historia culmina con el desvelamiento de un gran secreto: Cordelia tiene un hijo con su padre.
En este ejercicio de escritura se da un juego de confusión con las distintas máscaras del narrador, pues la vida y los escritos de Karl se confunden con la vida de Stamatius, que parece ser el creador de Karl y de su historia. Finalmente, se resuelve que Karl y Stamatius pueden ser pensados como anverso y reverso de un solo personaje: Stamatius escribe la historia incestuosa como una forma de desquitarse de lo que representa Karl; este, siendo un escritor sin mucho talento, había logrado que le publicasen su obra acudiendo a las artimañas y las influencias. Debido a las similitudes argumentales y con el personaje de Cordelia, la crítica lo ha considerado un texto que dialoga con el Diario de un seductor de Kierkegaard, y a su vez lo reescribe.
La obra continua con otras historias que va desarrollando Stamatius. Entre las más destacadas se encuentra Relatos antropófagos, un collage de cuentos donde la mayoría de los personajes que los transitan son una manifestación presente de las perversiones, de los deseos y de las lujurias de la sociedad contemporánea. En síntesis, un verdadero manual de obscenidades sexuales que plantea una mirada crítica sobre temas sociales y políticos, en especial, sobre el machismo, sexismo y discriminación sexual en la sociedad brasileña. En este sentido, la escritora se sirve de la estrategia escandalosa de llamar la atención hacia su obra por medio de su supuesta adhesión al registro pornográfico para desenmascarar, denunciar y escarbar en las reproducciones machistas de la sociedad brasileña.

## Temática y estilo
A diferencia de La obscena señora D, en las Cartas Hilda Hilst apuesta por una narrativa de otras pretensiones. Ya no se trata de hacer literatura pornográfica (o de momentos pornográficos), sino de hacer de la pornografía misma una de las bellas artes. John Keene, traductor al inglés de las Cartas, destaca también esta distinción entre las dos novelas: mientras La obsena señora D gira en torno a una temática abiertamente sexual, Cartas de un seductor se inscribe dentro de lo que la propia Hilst denominó pornográfico. Este adjetivo hace referencia a las obras en las que la autora toma y juega con el lenguaje del discurso pornográfico, quedando este transformado por la ironía y el arte de la prosa hilstiana. Esto se hace patente en las cartas que Karl envía a Cordelia: son escritos que van desde el relato incestuoso a la referencia erudita y la divagación mística. De esta manera, Hilst subvierte las convenciones genéricas del relato pornográfico y frustra las expectativas de esa demanda colocando al lector ante la extrañeza inquietante del saber, de lo sagrado, de lo inmundo, de lo intolerable y de lo reprimido.
Por otro lado, el elemento transgresor de las Cartas toma forma de revuelta de tipo estilístico: Hilst altera la forma del relato y acaba confeccionando un texto que se decanta hacia lo inacabado, como a merced de un flujo incesante que lo convierte en una suerte de “work in progress”.

## Análisis
La obra se inscribe dentro de la narrativa de Hilst que dibuja y expone las múltiples caras de la experiencia sexual. En Sexual Textualities, Foster William advierte que “si tenemos en cuenta que lo pornográfico implica la representación de una actividad sexual que está motivada o bien por un “deseo animal” o bien por lo que se han considerado las distintas formas en que se manifiesta la violencia sexual (violencia en la que los órganos sexuales, paradigmáticamente el falo, son las armas de la agresión), resulta entonces problemático catalogar las obras sexuales de Hilst como meramente eróticas”. Esto se hace patente en Cartas de un seductor: no hay erotismo en las mensajes halagadores, brutales, delirantes y paranoicos que Karl, el hermano desquiciado de Cordelia, le envía a ésta. De esta manera, las Cartas ponen de manifiesto “las nociones más casposas en las que se asienta la pornografía”. Según William Foster, hay un elemento en esta obra en el que se relacionan las prácticas de abuso y violencia sexual con las convenciones de la pornografía masculina o falocéntrica. Este aspecto tiene que ver con la primacía de la voz narrativa masculina de Karl, cuya hegemonía en el relato se compara con la noción de monologuismo de Bajtín:
“The narrative voice of the satyr triumphant expands to ocuppy every structural dimension of the text, such that there is no room for any other voice to be heard, nothing that contradicts the impossing speaker: pornographic discourse is the paradigm of the monologic text as conceptualized by Bakhtin”
La obra subraya la preeminencia del discurso sesgado de la sexualidad masculina proporcionando al lector únicamente la perspectiva de Karl: el relato muestra las diferentes misivas que Karl envía a Cordelia, pero nunca las respuestas de ella. Karl habla por sí mismo y a su vez por Cordelia anticipando ya sus posibles respuestas y apropiándose de su voz. De esta manera, las cartas de Karl rápidamente se convierten en “fantasías masturbatorias delirantes e ilusiones que poco tienen que ver con la realidad”. Esta ausencia de un auténtico diálogo entre Karl y Cordelia es lo que impide catalogar este relato como erótico
La hegemonía textual de este narrador masculino también se manifiesta a nivel temático: tal y como Bruno Carvalho explica, "most of the sex revolves around male-centric ideas of female phallic fixation, and certain passages even verge on parodies of Henry Miller's literature". Como ejemplo de ello, Karl escribe en una de las cartas que “en una situación de avalancha, el trasero de una mujer debería servir como un buen filete”. La hilarante prosa de Hilst, por supuesto, se encarga de parodiar este engrandecimiento depravado de los narradores masculinos.
Por otro lado, Krzyszrof Kulawik destaca que la escritura erótica de Hilda Hilst es en ocasiones homoerótica. Esta erótica homosexual se ha visto como otra forma de combatir el patrón falocéntrico de la sexualidad binaria: la presencia de voces narrativas andróginas u homosexuales borran la distinción de los límites del género sexual.  Ejemplos de ello se encuentran en novelas como Qadós, A obscena Senhora D y Rútilo nada, en las que aparecen personajes andróginos, transsexuales, homosexuales e indeterminados o fluctuantes. En el caso concreto de las Cartas, la relación sexo-afectiva que Karl establece con otro hombre (Alberto) le permite superar y romper el esquema del discurso del macho que cree perder su hombría al estar con otro hombre.
Adam Z. Levy señala que la naturaleza eminentemente sexual de la novela, sin embargo, va más allá de lo físico. “Mi querida hermana”, escribe Karl en la primera carta, “Me gustaría tocarte. Pero si eso es imposible, quisiera que nos escribiéramos una vez más y que olvidemos ese pequeño juego sentimental mío (ya sabes a qué me refiero)”. Aunque Karl nunca toca a su hermana, sus cartas tampoco deben considerarse el diario de una seducción fallida, sino una recreación del amor (y de la lujuria) o bien subvertidos por la convención o bien disueltos por el sentimiento.
Toda la novela se estructura en torno al tema del deseo y a la obsesión delirante al que este conduce, según explica Levy. Si bien la "pornografía" de Hilst ha destacado por subvertir las representaciones heteronormativas de la sexualidad, esta obra no trata de reclamar un lenguaje alternativo del deseo. La novela plantea, en cambio, si la salvación reside en el deseo. Hilst presenta una posible respuesta en el epígrafe, con una frase del filósofo rumano Emil Cioran: "La vida es tolerable sólo por el grado de mistificación con que la dotemos". Para Karl, este es ciertamente el caso: cuando no se pone nostálgico recordando sus aventuras sexuales con su hermana Cordelia, describe su anhelo por conquistar a un mecánico de dieciséis años llamado Alberto (“Albert” para abreviar, como tributo a Camus). Con todo, Karl es un personaje que encarna la adicción al placer, al deseo del deseo.

## Traducciones al español
- Cartas de un seductor - Buenos Aires: Cuenco de Plata, 2014

### Tesis doctorales
- KULAWIK, K. (2001): Travestismo lingüístico. El enmascaramiento de la identidad sexual en la narrativa latinoamericana neobarroca de Severo Sarduy, Diamela Eltit, Osvaldo Lamborghini e Hilda Hilst. University of Florida, Florida. Archivado el 23 de abril de 2021 en Wayback Machine.
- CESARCO, L. (2016): The Poetics of Time in the Poetry of Ida Vitale, Hilda Hilst, and Juana Bignozzi. University of Colorado.
- WILLIAM FOSTER, D. (1997), The case of femenine pornography in Latin America. En Sexual textualities: essays on Queer/ing Latin American writing , EE. UU., Texas: University of Texas Press.
- MARTÍNEZ TEIXEIRO, A (2010): A obra literária de Hilda Hilst e a categoria do obsceno. Universidade da Coruña.